# 科学忍者隊ガッチャマン
『科学忍者隊ガッチャマン』（かがくにんじゃたいガッチャマン）は、タツノコプロが制作したSFアニメ。世界征服を企む秘密結社ギャラクターと戦う、5人の少年・少女で結成された科学忍者隊の活躍を描いた作品。
複数の派生作品があり、2015年時点で「ガッチャマン（GATCHAMAN）」を冠する映像作品は以下8作品がある。
- 科学忍者隊ガッチャマン（テレビアニメ→劇場アニメに再編集）
- 科学忍者隊ガッチャマンII（テレビアニメ）
- 科学忍者隊ガッチャマンF（ファイター）（テレビアニメ）
- GATCHAMAN（オリジナルビデオアニメ＝OVA）
- おはよう忍者隊ガッチャマン（短編アニメ）
- ガッチャマン (映画)（実写特撮映画）
- ガッチャマン クラウズ（テレビアニメ）
- ガッチャマン クラウズ インサイト（テレビアニメ、ガッチャマンクラウズの続編）

本項では、テレビアニメ第1作『科学忍者隊ガッチャマン』とそのバリエーション、およびリメイク版であるOVA作品『GATCHAMAN』について扱う。

## ストーリー
国際科学技術庁（ISO）のウラン貯蔵庫が、亀の姿をした巨大な怪獣型ロボ（鉄獣メカ「タートルキング」）に襲撃されウランを強奪される事件が発生した。地球征服を狙う謎の秘密結社「ギャラクター」による犯行だ。
ISO「マントル計画」主任である南部博士は、この危機に対して対ギャラクター用に密かに結成していた特殊部隊「科学忍者隊」を出動させる。忍者隊の活躍で「タートルキング」は破壊され、ギャラクターの目論見は潰えたかに思えたが、それは科学忍者隊とギャラクターとの長きにわたる戦いの序幕に過ぎなかった。
科学忍者隊は次々と新手を繰り出すギャラクターのテロ攻撃に、時には生身で、時には大型戦闘機「ゴッドフェニックス」で立ち向かって行く。

## 作品解説
テレビアニメ版は1972年10月1日から1974年9月29日までフジテレビ系で毎週日曜日18時00分から18時30分に全105話が放送された。2年間の平均視聴率は約21%（タツノコプロの保存資料によると平均視聴率17.9%、最高視聴率は第53話の26.5%）。本作品の成功により、『新造人間キャシャーン』『破裏拳ポリマー』『宇宙の騎士テッカマン』といった変身ヒーローによるSFアクション物が続き、タツノコプロの一つの路線を構築した代表作である。人気や知名度の高さからその後、映画版や続編、OVAも制作された。
タツノコプロ企画文芸部の鳥海尽三と陶山智によって企画が練られた。鳥海によると、『忍者部隊月光』『世界少年隊』といった吉田竜夫の漫画は特に意識したわけではないというが、結果的に少年少女によるチームが敵と戦う構成は踏襲することになった。一方、プロデューサーの九里一平は前述の2作をベースにしたとし、「太平洋戦争が舞台の『忍者部隊月光』では夢がないので科学忍者とした」と述べている。吉田竜夫と九里一平のデザインによる斬新なコスチュームと劇画タッチで個性溢れるキャラクター、SF作家小隅黎（柴野拓美）によるSF考証、さらには中村光毅のデザインしたメカニックとそれを演出した本作品が監督デビューになる鳥海永行によるメカ描写が当時としては未来的でリアルな物であったため、その後のSF・ヒーローアニメの方向性に多大な影響を与えている。
当初は巨大メカと戦う低年齢向けのアクション物として開始したが、公害、科学、戦争などの現実的でシリアスなテーマ、肉親の情や過去といったドラマ性、場合によっては主人公らが敗北することすらある展開など、子供向けアニメの枠に収まらないエピソードが人気を呼んだ。視聴率は高く、当初1年間の放送予定が2年に延長され、タツノコプロを代表する作品となった。
当時のタツノコプロには実写用カメラが装備されており、実写映像やオプチカル合成のシーンも随所に採用されている。オープニング冒頭に登場する地球は、質感を出すため調理器具のボウルを紙粘土で覆い、その上に海や雲を描いたものを撮影している。発案は撮影の細野正、描いたのは美術設定の中村光毅とされる。。
連続テレビアニメでありながら、1話あたりのセル画枚数は平均5千から6千枚に及び、1万枚を超えた驚異的な回もあった。第1話「ガッチャマン対タートル・キング」は特に秀逸とされ、怪獣映画のスケール感があると評価された。後のオリジナルビデオアニメ版でこの回のリメイクが試みられている。作画面では同じく劇画タッチだった『アニメンタリー 決断』から引き続き、作画監督の宮本貞雄をはじめ、須田正己、湖川友謙、加藤茂らが参加。さらに前番組の『いなかっぺ大将』から二宮常雄らが加わり『決断』での経験も活かされ、リアルタッチの作画でタツノコプロの名を高めた。
本作は日本のアニメの歴史上、比較的早い段階で一部の制作作業を国外に発注しており、韓国に発注した回は現像も現地で行われた。該当回は画面に気泡が混じったシミが見られることがあったがこれは現像液がネガに付着・定着したため。また当時の韓国と日本の電力事情の違いで、日本の国内で見ると画面が薄暗くなり、韓国現像のフィルムは国内で調整しながらプリント出ししていた。
本作品の仮タイトルには「科学忍者隊バードマン」や「科学忍者隊シャドウナイツ」があったが、広告代理店の読売広告社の松山貫之専務による発案により『ガッチャマン』に決定。松山によると、メカが合体するときの「ガッチャン」という擬音から発想したというが、「まるでギャグものだ」とタツノコプロのスタッフ側からは不評であったという。何となくフィーリングでつけたため、「ガッツとマンでガッチャマン」と説明されることもあった。なお作中の設定では、「ガッチャマン」とは、組織の名前ではなく科学忍者隊のリーダーの称号である。正確に呼ぶならば、リーダーの大鷲の健以外の四人は「ガッチャマン」ではなく、単に科学忍者隊の隊員、ということになる。実際、エンディングのキャスト紹介においては、健のみ「ガッチャマン」という役名になっている。敵方の「ギャラクター」は過去のタツノコプロ作品『宇宙エース』に登場するSF作家の広瀬正が名付けた敵キャラクターの名前を再利用したもの。山猫からつけられた「ベルク・カッツェ（独：Berg-Katze）」などというネーミングともども、インパクトの強さを狙って、スマートすぎない名前にした、との関係者との回想がある。
また、熟慮の上キャスティングされた声優陣も好評で、南部博士役の大平透は、当時タツノコプロ作品では『ハクション大魔王』などギャグアニメの印象が強い声優だったが、本作品ではシリアスな役柄にもかかわらず、あえて起用に踏み切り成功した。ベルク・カッツェのキャラクターは最初から細かく設定されていたわけではなく、カッツェを演じた俳優の寺島幹夫の独特な演技にスタッフが影響を受け、後から肉付けされた部分が多いという。
ガッチャマンはタツノコプロを代表する作品となったが、企画の鳥海尽三は設定について「（後から思うと）あまりにもずさんで荒唐無稽だった」と後悔しており、『小説・科学忍者隊ガッチャマン』（1989年発表）を執筆する動機になった。

## 登場人物

### 味方側
ガッチャマン / 大鷲の健 / G-1号
声 - 森功至
本作品の主人公。18歳。本名・鷲尾健。科学忍者隊のリーダー。ガッチャマンとは「科学忍者隊の5人」を指すのではなく、科学忍者隊のリーダーである彼の称号である。身長180センチメートル、体重60キログラム。普段はテストパイロットだが、小荷物航空便の仕事もしている。自宅は父の残した小飛行場の事務所。
変身後の武器は鳥の形をしたブーメラン。一般的には「バードラン」という名前で呼ばれているが、これは武器の名称ではなく、変身時の「バード ゴー!」同様にブーメランを投げる際に言う掛け声である。なお、本編中では本名は必要最小限のみしか出てこず、専ら名のみ、もしくは通り名で呼ばれている。
普段はあまり金がないらしく、ジュンの経営するスナックでしばしばツケで飲み食いをし、甚平に支払いを求められている。ジュンに恋愛対象としての好意を持たれているが、科学忍者隊の任務を最優先する気持ちと、色恋沙汰にまるっきり疎いため、そのことに全く気がついていない。
勘が良く、リーダー然とした冷静沈着な性格であるが、時に感情に流されて危機に陥る若者らしい面もある。父親である鷲尾健太郎が死亡した際にはギャラクターに激しい憎悪を抱き独断専行に走った。また、第61話や2作目『II』（第14話）で同様にレッドインパルスの偽者のために冷静さを欠いたことが災いしてギャラクターの罠に嵌ってしまう。11歳のとき、母をなくしている。
コンドルのジョー / G-2号
声 - 佐々木功
18歳。本名・ジョージ浅倉。日系イタリア人。BC島出身。身長185センチメートル、体重60キログラム。科学忍者隊のサブリーダー。普段はレーサーで、キャンピングトレーラーで寝泊まりをしている。
メンバーの中で一番大人びていて、無鉄砲で気障な皮肉屋。そのため、周囲から誤解を受けやすい。健と衝突が絶えないが、お互いの力は認め合っている。また、皮肉屋といっても性格は明るく、孤高の一匹狼のわりには人付き合いはよい。
後述のように子犬を守って負傷したり、第73話では鹿の群れを巻き込むのを危惧して超バードミサイルを撃つのをためらったりするなど動物には優しい一面がある。
ギャラクター幹部の子として生まれるが、組織を裏切った彼らはギャラクターに殺害され、ジョーもデブルスターのバラ爆弾で被弾。BC島へ避暑に来ていた南部に助けられ、死を偽装されて一命を取り留めたものの、当時の記憶を失くしていた。
変身後の武器は羽根手裏剣と、ワイヤー弾、信号弾など様々な種類の弾を撃つことができる拳銃、エアーガン。なお、本作品においては羽根手裏剣は他のキャラクターも使っており、必ずしも彼専用の武器というわけではない。アイキャッチの「ガッチャマン!」というタイトルコールは佐々木が担当しており、次作『II』以降もアイキャッチで使用されている。
第20話の攻撃で子犬を救った時に頭へ破片を受ける。これが伏線となって第98話でめまいが発症。続く第99話で頭痛で竜巻ファイター失敗と症状が悪化。ついに第103話で「残り一週間か、10日の命」と医者に余命宣告されてしまい、死期を悟ったジョーは、単身ギャラクター本部へと向かって行く。
白鳥のジュン（） / G-3号
声 - 杉山佳寿子
16歳。苗字は作品中では明らかにされていない。アメリカ人と日本人のハーフ。身長160センチメートル、体重45キログラム。普段はユートランドでゴーゴー喫茶・スナックJを経営している美少女。だが、料理は苦手なので、専ら甚平が担当。このスナックJは、ジュンと甚平の家であると同時に、忍者隊メンバーの溜り場兼情報交換の場になっている。
孤児院出身だが、自分の生い立ちをある程度覚えている。変身後の武器は刃が仕込まれたヨーヨー。爆弾のプロでもある。バードスタイルは他のメンバーと違い、ピンク色で上腕部と太股を大胆に露出したノースリーブのミニスカワンピースに白いサイハイブーツ姿で、白兵戦では得意なキック技で惜しげもなく白い下着を披露したため、後年発行されたムックではその特集すら組まれていた。
健に人知れず恋愛感情を持っていて、甚平には度々そのことでからかわれている。しかし、なかなか健本人にはそれが伝わらず、そのことで悩んでいたりもする。
燕の甚平（） / G-4号
声 - 塩屋翼
推定年齢11歳。身長120センチメートル、体重30キログラム。一人でジュピター山をさまよっている時ジュンに発見された孤児で、ジュンと同じ孤児院で育った。そのため、ジュンを姉のように慕う。健を常に「兄貴」と呼び、ジュンを「お姉ちゃん」呼んでいる。ジュンと同じく苗字は不明。
スナックJのウェイター兼料理人で、普段もジュンと一緒に暮らしている。第1話などでは伊賀忍者一族の末裔と自称している。変身後の武器はアメリカンクラッカー。打撃を加えたり、敵に投げつけて動きを封じたりする。未成年だがバギーを運転しており、劇中では「特別な運転免許証を持っている」と語っていた。
担当声優の塩屋はこのころはまだ子役声優で、自身もまさに変声期に差し掛かった時期であったため、第1話と最終話では、声色が変わっている。登場人物（竜）に声変わりを指摘される場面もある。本当の誕生日は不明だが、ジュンと出会った日を誕生日と決めていて、「甚平」という名前もジュンが付けたという設定。なお「甚平」という名の由来は企画の鳥海尽三いわく「ぼくのおじさんの名前」とのことである。
みみずくの竜 / G-5号
声 - 兼本新吾
17歳。本名・中西竜。身長170センチメートル、体重80キログラム。日本の東北地方の漁師の息子。普段はヨットハーバーの管理人。
のんびりしているが海で鍛えた怪力を持ち、水中戦や船の操船で活躍する。ゴッドフェニックスの機長も務める。メンバーの中で唯一明確に肉親（両親と弟）が健在である（父の声 - 辻村真人、弟誠二の声 - 野沢雅子）。そのため、南部博士の配慮で戦闘に直接加わることは少なく、G-5号で待機していることが多いせいで目立たない。本人も留守番役に文句を言う描写が多い。しかし、一度戦闘に参加させようとした際はG-5号で居眠りをしていたため、そのことに落ち込みチームを辞めようとした。ジョーと同様のエアーガンを持っているが、ほとんど使わず、白兵戦時は専ら怪力一本で戦う。
南部考三郎博士
声 - 大平透
48歳。科学忍者隊生みの親で、彼らの親代わりでもある。国際科学技術庁（ISO）の中でいち早くギャラクターの存在を察知した人物でもある。オックスフォード大学とケンブリッジ大学の両方で学んだ天才的な科学者で、ISOが推進する無公害エネルギー開発プロジェクト「マントル計画」の主任室長を務める。その若さで東京大学名誉教授でもある。それゆえアンダーソン長官からの信頼も厚い。独身。口髭とスクエア眼鏡が特徴。モデルは芦田伸介。
沈着冷静とのイメージがあるが、第34話では「脳波交換システム」の怪光線を浴びてサルの脳波に入れ替わり、奇声を叫んで暴れ回って三日月サンゴ礁の自爆レバーを入れようとしたことがある。
レッドインパルス
声 - 吉沢久嘉
序盤より登場。もう一つの南部博士直属部隊、深紅の戦闘機隊レッドインパルスチームを率いる謎の男。操縦や格闘ではガッチャマン以上の腕を持ち、ギャラクターに苦汁をなめさせるベルク・カッツェの仇敵である。
その正体はホントワール国潜入のため、幼いころ行方不明になっていた健の父、鷲尾健太郎。第53話で健に正体を明かした後、V2計画阻止のために我が身を犠牲にして有人ミサイルで特攻。ヴァンアレン帯を押し戻して地球を救った。
後に3作目『F』（第46話）では細胞破壊に苦しむ健の夢に登場する。
正木 / 鬼石
声 - 横井光男（現：玄田哲章）（第76話）、青野武（第104話） / 横井光男（第104話）
レッドインパルス隊員。隊長機の列機を務める優秀なパイロットたち。正木は第76話ではレッドインパルス亡き後の隊長を継ぐ。鬼石はギャラクターの拷問で舌が抜かれて喋れないが、「ギャラクターと分かった人間は必ず殺す」のを信条としている。ブラックホール作戦の際には秘かにギャラクター本部へと潜入、一般隊員に成りすまして本部の位置を科学忍者隊に知らせるものの、直後の戦闘にて両人とも戦死している。
なおレッドインパルスのメンバーは隊長を含めて3人だが、かつては数人いたらしく、隊長から「親友や部下を何人も失った」と語っていた。

アンダーソン長官
声 - 大宮悌二
アメリス国のアメガポリスに本部を持つ、国際科学技術庁の最高責任者。地位は明らかに南部より上でありながら、一番という決断はいつも南部に押し切られている。科学忍者隊の正体は一切知らないが、南部以外で忍者隊やレッドインパルスに直接コンタクトを取れる唯一の人物である。

### 敵側
総裁X
声 - 田中信夫
三十数年前のカッツェ誕生の日に200万光年離れたアンドロメダ星雲の中にあるセレクトロ星からある命令を受けてやってきた、正体不明のギャラクターの総支配者。本作品では第21話で登場したヘンジンマン博士によって暴露されそうになるが、最後まで正体は不明であった。一人称は基本的に「私」だが第54話では「わし」と言っている。
宇宙最高の頭脳を自称しており、次々と高度な科学力を背景にした作戦を立案するが、ことごとく科学忍者隊によって阻止される。本部からは動けないらしいが、姿を現して、ガッチャマンの手中に落ちたベルク・カッツェの危機を救ったことがある。最後は、故郷であるセレクトロ星が既に消滅していたことを知り、その真相を探るべくアンドロメダ星雲への帰還を決意し、ブラックホール作戦を遂行中だったカッツェに見限りと礼の言葉を残し、忍者隊の眼前で光り輝く鉛筆型宇宙船で地球を去った。
その正体は4年後の次作『ガッチャマンII』にて明らかになる。
企画段階では「総裁Xは実在せず、ベルク・カッツェが操っていた幻だった」という設定案があったが、アニメではわかりにくいということで採用されなかった。このアイデアは後に『タイムパトロール隊オタスケマン』で採用される。
ベルク・カッツェ
声 - 寺島幹夫 / 北沢洋（タツノコファイト）
ギャラクターの「首領」で、自称「次期総裁」。総裁Xの忠実な配下として、ギャラクターの実働部隊を指揮する。特技は変装・変身で女性に化けること。これはカッツェ女性説の一因ともなった。他に、時に仕草や言葉尻が女性のようである、濃い色の口紅を好んで付けている、感情の起伏が激しくヒステリー、などが挙げられた。彼の正体を探るのも番組の伏線の1つであった。
その正体は総裁Xによって、男女の双子として生まれるはずの二人の人間を掛け合わせた雌雄同体のミュータントである。ヒマラヤ山脈麓の寒村で生まれたが、幼少期は細胞が安定せず、ほぼ一年ごとに性別が入れ替わっていたため、奇異や嫌悪する人目を避け、隠れるように生きてきた。思春期が過ぎ、成長が安定したころには自分の意思で性別を入れ替えることができるようになっていた。IQが280と相当に高いのも、二人分の脳細胞を持つから、という説明がなされている。
望まぬ姿でこの世に生を受け、奇異の目や揶揄に晒され続けたために強い劣等感を抱き続けてきた。己の運命を受け入れるためには「自分は選ばれた特別な存在」と信じ、思い込み、それを肯定・証明する必要があった。その意思は正義ではなく悪の道に向けられ、悪の組織ギャラクターの一員となり、類い稀な頭脳を用いて幹部に昇進。やがて首領の地位に就いた。
「デブルスター」という円盤に乗り指揮を執る。概して作戦を立てたり、メカを考案したりする「軍師」的存在であり、作戦の実行は「隊長」と呼ばれるギャラクター隊員の比較的優秀な者に担わせているが、初期には全く別の扮装をして自ら隊長として行動することもあった。第7話では骸骨怪人の扮装でカッツェンベルヒと名乗り、第10話でも蟻怪人の扮装で隊長として指揮を執るなどしている。第7話で自ら鞭を振るってロケットや飛行機を破壊したり、第16話でガッチャマンと取っ組み合いをしたり、第35話で乗っ取った国の大臣を宮殿の窓から投げ飛ばしたりするなど若干の格闘戦を演じたものの、その後は素手での格闘力は影を潜め、ガッチャマンに対してはほとんど無抵抗でやられてしまうようになる。逃げ足が早く、忍者隊も舌を巻いている。ギャラクター隊員を持ち駒・消耗品ぐらいにしか考えておらず、保身のためならためらいもなく切り捨てる。
自らの生みの親である総裁Xの評価を異常なまでに気にしているが、作戦の失敗や失言などで総裁Xに叱責されることが多い。たまに褒められて有頂天になることもある。特に中盤以降になると、ギャラクター隊員たちとの掛け合いが笑いをとる方向に進むようになり、シリアスな物語中でのコミカルさを演出していた。それでいてただの間抜けな悪役ではなく、前述のような生い立ちもあり、最終的に総裁Xに見捨てられ自らを滅すシリアスなシーンも描かれる。名前の由来はドイツ語で「山 (Berg)」+「猫 (Katze)」（山猫そのものに相当するドイツ語の単語はWildkatze）。
ギャラクター隊員
牙と長髪が付いた覆面を被り、上半身プロテクター、下半身パンタロンの隊員服を着たギャラクターの戦闘員。デブルスターやブラックバードなどの精鋭部隊に属さない、いわゆる一般隊員である。
鉄獣の乗組員として戦ったり、出動してきた忍者隊に対して支給されている拳銃やサブマシンガン、手榴弾で応戦したりするが、歯が立たない場合がほとんど。多くはギャラクターの勢力拡大で各地の犯罪組織が吸収合併された際に隊員へ編入されたため、一部を除いて士気や能力、組織に対する忠誠度は低く、規律も緩い。
第60話のように科学忍者隊に匹敵する実力を有する隊員が消耗品扱いされていることもある。
非番の時には飲酒が許可されているなど、一応の福利厚生も存在する。劇中ではしばしばコミカルに描写されることもあった。またカッツェの命令で着替えた際など、私服を所持していることが描写されたこともある。
ギャラクター隊長
声 - 横井光男 / 城山知馨夫 / 松岡武司 他
鉄獣メカの指揮官や基地司令を務めるギャラクターの中間管理職。主に一般隊員からの叩き上げで、「勲章を20個もらうと隊長」との台詞が第50話にある。なお、隊長に昇格するまでは何個勲章をもらっていようとも、服装や徽章などの特別待遇はなされないが、隊長になると独自の衣装が許される。隊長には金髪のアフロヘアなどかなり奇抜な格好をした者が多いが、中には第89話のパトロール隊長やスパイ衛星隊長など隊員服のままだった者もいる。
能力は玉石混淆で子供のコスプレを科学忍者隊だと誤認した無能者から、兵器の性能に頼ったとはいえ一度は忍者隊に勝利したアルケオ隊長や、忍者隊が肉弾戦で束になっても敵わなかったスネーク828部隊の隊長など忍者隊に匹敵する者もいた。
なお、階級的には隊長の上にはベルク・カッツェら幹部が、下には「チーフ」と呼ばれる小隊長が存在し、チーフは色違いの隊員服を着用している。本部でジョーを倒し「これでチーフから隊長に昇格だ」とのチーフの呟きや、「司令官に抜擢してやる」というカッツェの台詞もある。また、彼らが不信を抱いておりカッツェの地位が危なくなっているという総裁Xの台詞もある。
ブラックバード/デブルスター
ギャラクターの特殊部隊。ブラックバードは黒装束に身を包む男性のコマンド部隊。デブルスターは仮面を被った女性の暗殺部隊である。

### その他の登場人物
アラン神父
第81話「ギャラクター島の決斗」に登場。BC島の神父でジョーの幼馴染み。デブルスターであった婚約者をコンドルのジョーに殺されており、島へ現れた科学忍者隊へ銃を向ける。
ナレーター
声 - 木下秀雄 / 小林清志（劇場版）

## 登場メカ

### 科学忍者隊 / レッドインパルス / ISO
ブレスレット
科学忍者隊員が手首に装着している。トランシーバー、現在位置の発信機、緊急時のバードスクランブルなどの機能のほか、各人の「バード・ゴー!」という声紋に反応して3,600フルメガヘルツという高周波を発し、各人が普段着ている服をバードスタイルに変化させ、同時に偽装したG-1 - 4号のメカを本来の忍者隊仕様に変化させる。ブレスレットのエネルギーは各Gメカから直接あるいは短距離の空間搬送により与えられ、蓄積源としてフェルミウム257の小粒を内蔵している。
変身中はブレスレットを外しても変身状態は継続されるが、損壊した場合は解除されてしまう。なお、バードスタイル解除のコードは最初のシリーズでは「バード･ゴー!」。『ガッチャマンII』より「バード･アウト!」となった。
バードスタイル
別名バードスーツ。耐寒、耐熱機能を持った科学忍者隊の特殊ユニフォーム。全身ボディスーツであり、鳥の頭部を模したバイザーフード付きヘルメット、ブーツ、グローブ、ベルトおよびGマーク入りのバックル、そしてそれぞれの鳥の羽を模したマントで構成される。バードスタイルはギャラクターが使用する銃器（サブマシンガンなど主に拳銃弾）に対する防弾機能だけでなく、マントを広げての高跳躍や滑空、および高所からの降下時にパラシュートと同様の機能も持つ。
バイザーは特殊加工されているため、外部からは装着者の素顔を視認できない。マントには羽根型手裏剣、ベルトには超小型の球形爆弾（別名「マキビシ爆弾」）が多数収納されたポーチが装備されている。
バードスタイルに変身するため普段着も特殊加工されており、メンバーには胸に1から5の字をあしらったTシャツにベルボトム調のパンツ、決まった靴の姿でしか描かれていない。これは後のシリーズでも同様だが、デザインは各シリーズで異なっている。
物語途中でジュンのブーツが脱げてギャラクターに確保され、変身の秘密が暴かれたりもしている。この時の資料を基にギャラクターは研究を重ね、後に浴びせただけでバードスタイルを解除させる大型銃「メガザイナー」を開発し、実戦投入させている。
科学忍法竜巻ファイター
科学忍者隊の必殺技。バードスーツを着たメンバーが櫓を組み高速回転で猛烈な旋風（竜巻）を起こして周囲を壊滅させる。劇中では積極的な攻撃よりも「危機に陥った時に脱出する」場合に用いられる事が多い。この時、相当な高さまで上昇することが可能。
忍者隊5人が全員揃っての使用が前提の技だが、単に発動するだけなら2人以上いれば可能。ただしその場合、発動させた隊員には凄まじい負荷がかかるため、長時間に及ぶ発揮は事実上不可能である。
櫓の並び順は、最下段にジョーと竜、二段目に健とジュン、最上段に甚平。略式での発動などの例外を除き、このフォーメーションの変更は劇中では行われなかった。
発動のかけ声は最上段のメンバーによる「忍法・竜巻ファイター」である。
原理的には「バードスーツのGバックルに亜空間発生器が内蔵されており、そのエネルギーフィールドから高速回転を得ている。もしくは櫓を組むことによるピラミッドパワーの発生」と二通りの説明がある。

ゴッドフェニックス
G-1号機からG-5号機の5台のマシンが合体した大型偵察・攻撃機。塗装は青地をベースに、機首･翼端は赤。メインパイロットはみみずくの竜。
最高速度は飛行時マッハ5・水中潜航時40ノット。耐熱温度は3000℃。耐えられる圧力は200気圧ということになっているが、第92話では水深2500メートルに到達したこともある。また、第9話で一度だけ宇宙へ脚を伸ばしたことがある。機体下部にVTOLノズルがあり、空中停止や垂直離着陸も可能。
機体上面に開閉式の強化素材製の透明ドームがあり、忍者隊は主にここから出入りする。コクピットは機体のほぼ中央（先の透明ドームの下部）にあり、その構造上キャノピーはなく、外部からの視覚情報は専らビデオカメラからモニターに投影された映像を頼りに飛行・航行する。
武装は機体上面に内蔵された単装ランチャーから発射するミサイル「バードミサイル」。被弾時には誘爆防止のため、ランチャーのみの投棄が可能。なおバードミサイルは水中や宇宙空間でも使用可能である。
二号機が新造後の第67話からはこれに換えて、バードミサイルを強化・大型化した超バードミサイルの大型ランチャーを機体下面に二基装備した。これは一種の貫通ミサイルであり、着弾時撃発だけでなく、時限信管を用いて敵の装甲を突き破り着弾した後に遅延起爆させることも可能となった。
必殺技は科学忍法・火の鳥。だが、これは必殺の技であると同時に搭乗員が高熱に晒され、機体も空中分解するかもしれないといった危険性を孕んだ諸刃の剣である。これは文字通りの「火の鳥」状態となり、敵メカ鉄獣の胴を体当たりで撃ち抜く戦法である。バリエーションとして、火の鳥を発動させた後、各Gメカの合体を解除し、各機が炎に包まれた状態で体当たりを行う火の鳥・影分身がある。
搭載ペイロードのポテンシャルは相当に高く、第42話では外装をギャラクターの輸送機風に偽装した際、200名余りもの囚人を収容したこともある。
物語の開始当初は、忍者隊はギャラクターの本部発見が最優先事項とされ、任務中の積極的な戦闘は固く禁じられていたため、本機の全武装には、G-1 - 4号までの全てがG-5号と合体し、忍者隊が全員本機に搭乗し、なおかつ南部の許可が必要という厳しい使用制限が課せられていた。これを象徴するかのようにバードミサイルの発射ボタンには、普段は乱用防止のためのスライド式透明カバーが取り付けられている。ただし、全Gメカが合体してさえいればバードミサイルの発射自体は可能であるため、劇中ではこのカバーを叩き割り、無理矢理発射ボタンを押そうとする場面が多々見られた。さらに緊急措置としてG-1号が未合体の際に、ジュンのヨーヨーで配線を短絡させてバードミサイルを放ったこともある。
しかしギャラクターの破壊活動は次第に激しさを増し、攻撃開始の判断が遅れることで生じる都市への被害や忍者隊自体の危険も大きくなっていったため、これを機に忍者隊の判断で攻撃を行えるようになった。
ただしバードミサイルは鉄獣に通用しないことも多く「切り札」としてはむしろ非常に弱い武器である。
だが、その後もギャラクターの鉄獣メカは強力化し続け、本機が撃退、あるいは撃墜されても度々再稼働するよう進化してきた。そして第67話『必殺! ガッチャマンファイヤー』において、合体鉄獣「クラゲメカ」の猛攻により、ついに本機は全Gメカと共に完全に破壊された。この事態を重く見た南部は、本機の二号機、および各Gメカの再建造の際、各機に新武装の追加・装甲強化を改めて施し、結果、本機はもとより各Gメカさえも、単体で立派に鉄獣メカと戦えるだけの戦闘能力を獲得することとなる。
このように、「正義の味方が操るメカ」としては意外にも弱い部類に入るが、メンバーの勇気と機転、南部博士による一時的強化（対放射線用特殊皮膜の塗布など）で数々のピンチを乗り越えていく。
なお、続編『ガッチャマンII』ではニューゴッドフェニックスに役目を譲って退役し、南部博士の別荘に保管されていた。だが『II』第47話ではパンドラ博士の操縦で再度登場し、新旧ゴッドフェニックスによるダブル火の鳥を披露している。
Gメカ
科学忍者隊の個人用マシン。G-5号機以外は流動プラスチックとマジックバーナーによって機体を変態させる機能を有し、通常時には街中で日常使用しても市民やギャラクターに特殊マシンと察知されない仕様になっている。なお、バードスーツ同様、メガザイナーを浴びせられると変態が解けてしまう。
G-1号機
単座の可変翼ジェット機。ただし、翼の可変はゴッドフェニックスへの合体時のみである。大鷲の健が搭乗。最高速度はマッハ4。普段は健の自家用セスナ機の姿に偽装しているが、健がガッチャマンに変身すると共にG-1号に変態する。ゴッドフェニックスの尾部に合体し、垂直尾翼・補機を兼ねる。当初は固定武装がなく、専らカメラなどで空からギャラクター基地を探査するのが主任務だったが、第57話のように敵に体当たりをすることもあった。第67話での新造時には、操縦席の後ろに内蔵式の連装熱線砲「ガッチャマンファイヤー」を追加装備し、鉄獣メカとも渡り合える戦闘攻撃機としての機能を持つようになった。なお実際には活かされなかったが、設定上は潜航も可能。
G-2号機
フォーミュラカー型の高速走行マシン。コンドルのジョーが搭乗。ガスタービンエンジンを搭載し、最高時速は1000km。フロントウィングに相当する箇所にはライトが装備されている。普段は2000CCクラスのレース用ストックカーに偽装しており、ゴッドフェニックスの機首部に収納される。先頭部に様々な機材を装備することが可能で、ゴッドフェニックスに合体した状態でこれらの機材が使用されることもある。フォーミュラカー型の割に悪路踏破性こそ高いものの、飛行能力を持たないうえに水中や水上では運用できず、雪山での走行にもG-3号とは違い特殊仕様が必要であるなど、4機中で最も活動条件が限られる。他の機体と同様に、当初はギャラクター隊員を撥ね飛ばすだけの戦術しかなかったが、第67話での新造時には、ボンネット内部に内蔵された30mmガトリング砲・コンドルマシン（ガン）を追加装備され、対鉄獣メカ戦もこなせるAFVとして生まれ変わった。発射時にはフロント部分が左右に分割され、フロントからコクピット前縁にまで至る巨大な全容を露出させるという極めてインパクトのある描写が見られる。
他の機体は作品によって違いがあるものの、G-1号が飛行機、G-2号がフォーミュラカー型の車輛という点だけはシリーズ作全てで共通している。
G-3号機
オートバイ型マシン。白鳥のジュンが搭乗。最高時速は700km、水上最高時速で200km。普段は大型バイクの姿に偽装しており、ゴッドフェニックスの左翼端部に収納される。自力飛行の機能はないが、オープニングでは水上を、劇中では雪山を走行したりと、オンロード仕様に見える二輪車としては驚異的な運動性能を見せる。第67話での新造時には、内蔵式連装ロケットランチャー「ジュンロケット」が追加装備された。なお、このジュンロケットは車体から取り外し、単体で射撃することも可能。
本機のみ搭乗者が剥き出しのため、「火の鳥影分身」の発動時には透明な耐熱カプセルを被せて搭乗者を保護する。
G-4号機
水陸両用装甲マシン。「ヘリコバギー」とも呼ばれる。燕の甚平が搭乗。最高時速は200km。普段はバギーに偽装している。ゴッドフェニックスの右翼端部に収納される。装甲車だが偏向式ジェットを装備しており、3次元飛行も可能。陸空だけでなく水上、水中や、場合によっては地中での活動もこなす万能ぶり。口状の部分からドリルや回転ノコギリなど様々な機材や武器を繰り出す、何が出てくるかわからない「玉手箱メカ」である。なお、この口状の箇所はそのまま乗降口も兼ねている。第67話での新造時には、「甚平爆弾」が追加装備されているが、前述の通りの何でもありぶりが仇となり、他の機体の追加武装ほどには目立たなかった。
G-5号機
大型のホバー輸送機。みみずくの竜が搭乗。他の機体のように偽装機能はなく、普段は竜が管理しているユートランドのヨットハーバーに隠されている。G-5号自体がほぼゴッドフェニックスの本体そのものなのだが、他の4機が合体していない状態では回路が繋がっていないため本来の性能は全く発揮できず、火の鳥はもとより、バードミサイルの発射さえ不可能。忍者隊の前線基地として運用するため最も重要な機体であり、また単機での戦闘力は決して高くはないため、後方で待機させられることが多い。このためパイロットである竜は必然的に待機要員として機内に留まらねばならなくなることから前線での戦闘に参加する機会が少なく、よく不満を漏らしていた。ただし竜が留守番役となっているのは、家族が健在である竜には、なるべく任務中の危険が少なくなるよう南部博士が配慮したからである。
他の4機は後に武装が強化されたが、G-5号にだけは行われなかった。

三日月サンゴ礁
第8話から登場した。次第に激しくなるギャラクターの攻勢を予想して、南部博士が極秘裏に建造した移動秘密基地。三日月型の天然珊瑚礁を模した人工島の下に基幹部分があり、海中からでないと基地だとは容易には見破れない。ゴッドフェニックスを収容可能なドックおよび補給・整備施設があり、第92話でギャラクターの攻撃により破壊されるまで科学忍者隊の本拠地として運用された。この施設は移動要塞ではなく、あくまで研究室（ラボ）兼ゴッドフェニックスの支援施設（ドック&補給基地）であり、施設防衛用の武装や装備などが施されていなかったことが仇となり、最期はギャラクターの攻撃を受けて破壊された。
レッドインパルス戦闘機
深紅に塗装された双発の高性能単座ジェット機。レッドインパルスチームが使用する戦闘機で機動性が高く、科学忍者隊の危機を度々救っている。連射ミサイルとバルカン砲が主な武器。
マリーンサタン号
第78話に登場。1万メートルの深海を潜れるISOの小型潜航艇。健とジョーが乗員となってマリアン海溝の地底地殻研究所へ調査に赴く。

### ギャラクター
鉄獣メカ
ギャラクターの作戦に用いられる巨大メカの総称。単に「鉄獣」とも呼称される。なお当初は「怪獣ロボット」後に「怪獣メカ」と呼ばれ、本作品ではサブタイトルに使われることはあるものの、本編では90話で「メカ鉄獣」と呼ばれたのみである。『ガッチャマンII』以降では、本編中および主題歌（『ガッチャマンF』ED）に、この語が用いられた。例外もあるが操縦には多数の乗組員が必要で、感覚的には機動兵器と言うより戦艦に近い運用がなされる。
主に「アルケオ」や「モスコーン」と言った動植物をモチーフにした形状が多いが、「ミイラ巨人」「ネオン巨人」「マグマ巨人」などの一連の巨人シリーズや、「シャッターキラー」や「コマキング」などの「タイムボカンシリーズ」に登場しそうな、身近な道具類の寄せ集め的なデザインの鉄獣も登場している。ゴッドフェニックスを撃退した機体も少なくない。
「ギャラックX」や「死神少女」のような等身大サイズの物は、メカではあるが鉄獣とは呼ばれない。また、巨大メカではあるが「海底空母」や「幽霊艦隊」、生物兵器である「ジゴキラー」「クラゲレンズ」「スーパー・ベム」も鉄獣には区分されない。
鉄獣メカを手がけた人物の1人として第59話にオガワラー博士なる、大河原邦男に因んだキャラクターが登場し、「私が折角いいメカを作っても、あなたがめちゃくちゃに…」という趣旨で、ベルク・カッツェに毒ついたシーンが描かれてもいる。同じく第59話にはナカモーラというオガワラーの助手も登場している。こちらも番組のメカデザインを手がけた中村光毅が名前のモデル。
海底空母
別名「お化け空母」とも呼ばれる、ギャラクターの超大型潜水母艦。深海1万メートルまで一気に潜れる超高性能艦である。ただし「空母」の名称に反して航空機を運用した事例はない。塗装はモスグリーン。
ギャラクターの巨大メカとしては珍しく量産されており、第2話、第9話、第78話と同型艦が度々登場するが、全て撃沈されてしまっている。
カニ型ブルドーザー
ギャラクターの特殊重機。カニ状のフォルムを持ち海底を走行可能な水陸両用車。車体前部にカニのハサミを模した作業アームを有する。作業用なので飛び道具はないが時にはAFVとして戦闘にも使われる。
量産型であるらしく複数話で大量の本車が確認されている。後期OP（『ガッチャマンの歌』ver）にも登場しており、G-1号を狙うドリルアームの同士討ちで破壊されている描写が毎回見られた。
デブルスター
ベルク・カッツェ専用機。空飛ぶ司令室的に運用され、円盤形の本体を中心に、地上走行も可能な特殊戦闘機を放射状に5機接続してある。機体と同名の特殊部隊「デブルスター」の旗艦として用いられ、乗組員は全てデブルスター部隊の女性隊員である。
本体が戦闘に使われた事例は皆無だが、その特殊戦闘機は南部博士暗殺計画に使用されている。
メガザイナー
ギャラクターのミスノ博士が開発した特殊ビーム砲。浴びせると忍者隊のバードスタイルの変身を解いてしまう。しかしかなり大型で、素早く動く目標への命中率は非常に低く、連射するとオーバーヒートを起こしてしまうなどの欠点がある。

## 制作スタッフ
- 原作、キャラクターデザイン - 吉田竜夫[20]
- 企画 - 鳥海尽三、陶山智
- 総監督 - 鳥海永行
- 音楽 - ボブ佐久間
- 効果 - イシダサウンドプロ
- メカニックデザイン - 中村光毅、大河原邦男[注釈 61]
- 作画監督 - 宮本貞雄
- 作画監督補佐 - 南家講二、池田茂之
- 原動画 - 須田正己、西城隆詞、白土武、佐々門信芳、川尻善昭、湖川滋（現・湖川友謙）、二宮常雄、谷口守泰、村中博美、高橋資祐、塩山紀生、安彦良和、秋本治 他
- 録音ディレクター - 斯波重治
- 現像 - 東洋現像所
- プロデューサー - 九里一平
- 制作担当 - 佐藤光雄、内間稔、近藤誠、鎌田正治
- 制作協力 - フジテレビ
- 制作 - 吉田竜夫、タツノコプロ

## 主題歌
両曲とも、作詞 - 竜の子プロ文芸部 / 作曲 - 小林亜星 / 編曲 - ボブ佐久間
「ガッチャマンの歌」
歌 - 子門真人、コロムビアゆりかご会（原盤権：日本コロムビア）
第1話 - 第22話エンディング / 第23話 - 第105話オープニング。
原盤権の都合でビクター音楽産業が制作した子門自身によるセルフカバー版（「谷あきら」名義、コーラスはヤング・フレッシュ）も存在する。
ラジオドラマで披露された寺島幹夫による替え歌「ギャラクターの歌」（歌詞から由来の仮称、正式名不明）も存在する。
ヒーロー物らしい勇ましい曲調で人気を集め、エンディング曲からオープニング曲に変更された。
昭和のアニソンの名曲として高い評価を得ている。
「倒せ! ギャラクター」
歌 - コロムビアゆりかご会
第1話 - 第22話オープニング / 第23話 - 第105話エンディング。
出だしの「シュパー シュパシュパ シュパー」というスキャットが特徴。
ラジオドラマで披露された寺島幹夫による替え歌『逃げろ! ベルク・カッツェ』（歌詞から由来の仮称、正式名不明）も存在する。

## 各話リスト
| 話  | 放送日         | サブタイトル                   | 脚本              | 演出       | 美術設定   |
| --- | -------------- | ------------------------------ | ----------------- | ---------- | ---------- |
| 1   | 1972年 10月1日 | ガッチャマン対タートル・キング | 鳥海尽三          | 鳥海永行   | 中村光毅   |
| 2   | 10月8日        | 魔のお化け空母現わる           | 陶山智            | 鳥海永行   | 中村光毅   |
| 3   | 10月15日       | 嵐を呼ぶミイラ巨人             | 酒井あきよし      | 鳥海永行   | 中村光毅   |
| 4   | 10月22日       | 鉄獣メカデゴンに復しゅうだ     | 酒井あきよし      | 西牧秀雄   | 野々宮恒男 |
| 5   | 10月29日       | 地獄の幽霊艦隊                 | 松浦健郎 曽田博久 | 案納正美   | 野々宮恒男 |
| 6   | 11月5日        | ミニ・ロボット大作戦           | 永田俊夫          | 案納正美   | 中村光毅   |
| 7   | 11月12日       | ギャラクターの大航空ショー     | 松浦健郎 曽田博久 | 西牧秀雄   | 伊豆島君江 |
| 8   | 11月19日       | 三日月サンゴ礁の秘密           | 鳥海尽三          | 鳥海永行   | 伊豆島君江 |
| 9   | 11月26日       | 月よりの悪魔                   | 松浦健郎 曽田博久 | 鳥海永行   | 伊豆島君江 |
| 10  | 12月3日        | 地底怪獣大戦争                 | 松浦健郎 曽田博久 | 西牧秀雄   | 中村光毅   |
| 11  | 12月10日       | 謎のレッド・インパルス         | 鳥海尽三          | 鳥海永行   | 野々宮恒男 |
| 12  | 12月17日       | 大喰い怪獣イブクロン           | 永田俊夫          | 西牧秀雄   | 野々宮恒男 |
| 13  | 12月24日       | 謎の赤い砂                     | 松浦健郎 曽田博久 | 黒川文男   | 伊豆島君江 |
| 14  | 12月31日       | 恐怖のアイス・キャンダー       | 陶山智            | 大村節夫   | 伊豆島君江 |
| 15  | 1973年 1月7日  | 恐怖のクラゲ レンズ            | 松浦健郎 曽田博久 | 笹川ひろし | 野々宮恒男 |
| 16  | 1月14日        | 無敵マシン メカニカ            | 松浦健郎 曽田博久 | 黒川文男   | 伊豆島君江 |
| 17  | 1月21日        | 昆虫大作戦                     | 陣野修            | 西牧秀雄   | 野々宮恒男 |
| 18  | 1月28日        | 復讐! くじら作戦               | 松浦健郎 曽田博久 | 鳥海永行   | 伊豆島君江 |
| 19  | 2月4日         | 地獄のスピード・レース         | 陶山智            | 黒川文男   | 野々宮恒男 |
| 20  | 2月11日        | 科学忍者隊危機一発             | 酒井あきよし      | 大村節夫   | 伊豆島君江 |
| 21  | 2月18日        | 総裁Xは誰れだ                  | 松浦健郎 曽田博久 | 西牧秀雄   | 野々宮恒男 |
| 22  | 2月25日        | 火の鳥対火喰い竜               | 陶山智 鳥海永行   | 鳥海永行   | 伊豆島君江 |
| 23  | 3月4日         | 大暴れ メカ・ボール            | 鳥海尽三          | 山田勝久   | 大河原邦男 |
| 24  | 3月11日        | 闇に笑うネオン巨人             | 鳥海尽三          | 西牧秀雄   | 中村光毅   |
| 25  | 3月18日        | 地獄の帝王マグマ巨人           | 松浦健郎 曽田博久 | 黒川文男   | 野々宮恒男 |
| 26  | 3月25日        | よみがえれゴッドフェニックス   | 永田俊夫          | 棚橋一徳   | 伊豆島君江 |
| 27  | 4月1日         | ギャラクターの魔女レーサー     | 永田俊夫          | 大村節夫   | 野々宮恒男 |
| 28  | 4月8日         | 見えない悪魔                   | 梅谷卓司          | 鳥海永行   | 伊豆島君江 |
| 29  | 4月15日        | 魔人ギャラックX                | 久保田圭司        | 西牧秀雄   | 野々宮恒男 |
| 30  | 4月22日        | ギロチン鉄獣カミソラール       | 梅谷卓司          | 案納正美   | 中村光毅   |
| 31  | 4月29日        | 南部博士暗殺計画               | 永田俊夫          | 鳥海永行   | 野々宮恒男 |
| 32  | 5月6日         | ゲゾラ大作戦（前編）           | 鳥海尽三          | 案納正美   | 野々宮恒男 |
| 33  | 5月13日        | ゲゾラ大作戦（後編）           | 鳥海尽三          | 西牧秀雄   | 中村光毅   |
| 34  | 5月20日        | 魔のオーロラ作戦               | 梅谷卓司          | 西牧秀雄   | 野々宮恒男 |
| 35  | 5月27日        | 燃えろ砂漠の炎                 | 永田俊夫          | 鳥海永行   | 野々宮恒男 |
| 36  | 6月3日         | ちびっ子ガッチャマン           | 松浦健郎 曽田博久 | 案納正美   | 小杉光芳   |
| 37  | 6月10日        | 電子怪獣レンジラー             | 落合茂一          | 鳥海永行   | 野々宮恒男 |
| 38  | 6月17日        | 謎のメカニックジャングル       | 松浦健郎 曽田博久 | 西牧秀雄   | 小杉光芳   |
| 39  | 6月24日        | 人喰い花ジゴキラー（前編）     | 梅谷卓司          | 鳥海永行   | 岡田和夫   |
| 40  | 7月1日         | 人喰い花ジゴキラー（後編）     | 梅谷卓司          | 鳥海永行   | 野々宮恒男 |
| 41  | 7月8日         | 殺人ミュージック               | 松浦健郎 曽田博久 | 西牧秀雄   | 小杉光芳   |
| 42  | 7月15日        | 大脱走トリック作戦             | 松浦健郎 曽田博久 | 案納正美   | 岡田和夫   |
| 43  | 7月22日        | 悪に消えたロマンス             | 徳増正彦          | 黒川文男   | 野々宮恒男 |
| 44  | 7月29日        | ギャラクターの挑戦状           | 鳥海尽三 陶山智   | 案納正美   | 小杉光芳   |
| 45  | 8月5日         | 夜霧のアシカ忍者隊             | 鳥海尽三          | 西牧秀雄   | 岡田和夫   |
| 46  | 8月12日        | 死の谷のガッチャマン           | 陶山智            | 鳥海永行   | 野々宮恒男 |
| 47  | 8月19日        | 悪魔のエアー・ライン           | 梅谷卓司          | 黒川文男   | 小杉光芳   |
| 48  | 8月26日        | カメラ鉄獣シャッターキラー     | 梅谷卓司          | 西牧秀雄   | 新井寅雄   |
| 49  | 9月2日         | 恐怖のメカドクガ               | 陶山智            | 案納正美   | 岡田和夫   |
| 50  | 9月9日         | 白骨恐竜トラコドン             | 陶山智            | 鳥海永行   | 野々宮恒男 |
| 51  | 9月16日        | 回転獣キャタローラー           | 鳥海尽三          | 西牧秀雄   | 野々宮恒男 |
| 52  | 9月23日        | レッドインパルスの秘密         | 鳥海永行          | 鳥海永行   | 小杉光芳   |
| 53  | 9月30日        | さらばレッドインパルス         | 陶山智 鳥海尽三   | 鳥海永行   | 大沼敏孝   |
| 54  | 10月7日        | 怒りに燃えたガッチャマン       | 酒井あきよし      | 案納正美   | 野々宮恒男 |
| 55  | 10月14日       | 決死のミニ潜水艦               | 永田俊夫          | 黒川文男   | 野々宮恒男 |
| 56  | 10月21日       | うらみのバードミサイル         | 徳増正彦          | 西牧秀雄   | 大沼敏孝   |
| 57  | 10月28日       | 魔の白い海                     | 松浦健郎 曽田博久 | 鳥海永行   | 中村光毅   |
| 58  | 11月4日        | 地獄のメカブッタ               | 松下幹夫          | 鳥海永行   | 小杉光芳   |
| 59  | 11月11日       | 怪獣メカ工場の秘密             | 鳥海尽三          | 黒川文男   | 野々宮恒男 |
| 60  | 11月18日       | 科学忍者隊G-6号                | 酒井あきよし      | 西牧秀雄   | 大沼敏孝   |
| 61  | 11月25日       | 幻のレッドインパルス           | 永田俊夫          | 案納正美   | 野々宮恒男 |
| 62  | 12月2日        | 雪魔王ブリザーダー             | 久保田圭司        | 西牧秀雄   | 小杉光芳   |
| 63  | 12月9日        | 皆殺しのメカ魔球               | 多村映美          | 西牧秀雄   | 野々宮恒男 |
| 64  | 12月16日       | 死のクリスマスプレゼント       | 松下幹夫          | 案納正美   | 小杉光芳   |
| 65  | 12月23日       | 合成鉄獣スーパー・ベム         | 松浦健郎 曽田博久 | 西牧秀雄   | 中村光毅   |
| 66  | 12月30日       | 悪魔のファッションショー       | 鳥海尽三          | 黒川文男   | 大沼敏孝   |
| 67  | 1974年 1月6日  | 必殺! ガッチャマンファイヤー   | 陶山智            | 鳥海永行   | 中村光毅   |
| 68  | 1月13日        | 粒子鉄獣ミクロサターン         | 鳥海永行          | 鳥海永行   | 中村光毅   |
| 69  | 1月20日        | 月下の墓場                     | 鳥海尽三          | 案納正美   | 小杉光芳   |
| 70  | 1月27日        | 合体! 死神少女                 | 多村映美          | 案納正美   | 中村光毅   |
| 71  | 2月3日         | 不死身の総裁X                  | 陶山智 鳥海尽三   | 鳥海永行   | 野々宮恒男 |
| 72  | 2月10日        | 大群! ミニ鉄獣の襲来           | 久保田圭司        | 黒川文男   | 小杉光芳   |
| 73  | 2月17日        | カッツェを追撃せよ!            | 久保田圭司        | 西牧秀雄   | 野々宮恒男 |
| 74  | 2月24日        | バードスタイルの秘密           | 久保田圭司        | 西牧秀雄   | 小杉光芳   |
| 75  | 3月3日         | 海魔王ジャンボシャコラ         | 久保田圭司        | 案納正美   | 野々宮恒男 |
| 76  | 3月10日        | あばかれたブレスレット         | 陶山智            | 西牧秀雄   | 小杉光芳   |
| 77  | 3月17日        | 成功したベルクカッツェ         | 酒井あきよし      | 案納正美   | 中村光毅   |
| 78  | 3月24日        | 死斗! 海底1万メートル          | 松下幹夫          | 鳥海永行   | 小杉光芳   |
| 79  | 3月31日        | 奪われたガッチャマン情報       | 徳増正彦 陶山智   | 案納正美   | 野々宮恒男 |
| 80  | 4月7日         | よみがえれ! ブーメラン         | 柳川茂 陶山智     | 西牧秀雄   | 小杉光芳   |
| 81  | 4月14日        | ギャラクター島の決斗           | 久保田圭司        | 鳥海永行   | 野々宮恒男 |
| 82  | 4月21日        | 三日月サンゴ礁を狙え!          | 陶山智            | 案納正美   | 小杉光芳   |
| 83  | 4月28日        | 炎の決死圏                     | 松下幹夫          | 西牧秀雄   | 中村光毅   |
| 84  | 5月5日         | くもの巣鉄獣スモッグファイバー | 徳増正彦          | 西牧秀雄   | 中村光毅   |
| 85  | 5月12日        | G-4号はあいつだ                | 鳥海尽三          | 西牧秀雄   | 野々宮恒男 |
| 86  | 5月19日        | ギャラクターの買占め作戦       | 久保田圭司        | 西牧秀雄   | 小杉光芳   |
| 87  | 5月26日        | 三段合体鉄獣パトギラー         | 久保田圭司        | 案納正美   | 野々宮恒男 |
| 88  | 6月2日         | 鉄獣スネーク828                | 鳥海永行          | 鳥海永行   | 小杉光芳   |
| 89  | 6月9日         | 三日月基地に罠を張れ           | 久保田圭司        | 西牧秀雄   | 野々宮恒男 |
| 90  | 6月16日        | 装甲鉄獣マタンガー             | 陶山智            | 鳥海永行   | 小杉光芳   |
| 91  | 6月23日        | 三日月基地爆破計画完了         | 鳥海尽三          | 案納正美   | 野々宮恒男 |
| 92  | 6月30日        | 三日月基地の最後               | 鳥海永行 陶山智   | 鳥海永行   | 小杉光芳   |
| 93  | 7月7日         | 逆襲! 地中魚雷作戦             | 久保田圭司        | 西牧秀雄   | 野々宮恒男 |
| 94  | 7月14日        | 電魔獣アングラー               | 小山高男          | 鳥海永行   | 中村光毅   |
| 95  | 7月21日        | 合体忍者大魔人                 | 久保田圭司        | 鳥海永行   | 小杉光芳   |
| 96  | 7月28日        | ギャラクター本部に突入せよ     | 陶山智            | 西牧秀雄   | 野々宮恒男 |
| 97  | 8月4日         | 明日なき宇宙船レオナ3号        | 陶山智            | 西牧秀雄   | 小杉光芳   |
| 98  | 8月11日        | 球形鉄獣グレープボンバー       | 酒井あきよし      | 鳥海永行   | 野々宮恒男 |
| 99  | 8月18日        | 傷だらけのG-2号                | 久保田圭司        | 案納正美   | 小杉光芳   |
| 100 | 8月25日        | 20年後のガッチャマン           | 陶山智            | 案納正美   | 中村光毅   |
| 101 | 9月1日         | 狙撃集団ヘビーコブラ           | 陶山智            | 西牧秀雄   | 野々宮恒男 |
| 102 | 9月8日         | 逆転! チェックメイトX          | 鳥海永行          | 鳥海永行   | 野々宮恒男 |
| 103 | 9月15日        | 死を賭けたG-2号                | 鳥海尽三          | 案納正美   | 小杉光芳   |
| 104 | 9月22日        | 魔のブラックホール大作戦       | 陶山智            | 西牧秀雄   | 野々宮恒男 |
| 105 | 9月29日        | 地球消滅! 0002                 | 鳥海永行          | 鳥海永行   | 小杉光芳   |

## 放送局
系列は当時の系列。
| 放送地域       | 放送局         | 放送系列                                    | 放送時間                              | 備考                           |
| -------------- | -------------- | ------------------------------------------- | ------------------------------------- | ------------------------------ |
| 関東広域圏     | フジテレビ     | フジテレビ系列                              | 日曜 18:00 - 18:30                    | キー局                         |
| 北海道         | 北海道文化放送 | フジテレビ系列                              | 日曜 18:00 - 18:30                    |                                |
| 青森県         | 青森放送       | 日本テレビ系列                              | 日曜 18:00 - 18:30                    |                                |
| 岩手県         | 岩手放送       | TBS系列                                     | 木曜 18:00 - 18:30                    | 現・IBC岩手放送。              |
| 秋田県         | 秋田テレビ     | フジテレビ系列                              | 日曜 18:00 - 18:30                    |                                |
| 山形県         | 山形テレビ     | フジテレビ系列                              | 日曜 18:00 - 18:30                    |                                |
| 宮城県         | 仙台放送       | フジテレビ系列                              | 日曜 18:00 - 18:30                    |                                |
| 福島県         | 福島テレビ     | TBS系列 フジテレビ系列                      | 月曜 - 金曜 17:15 - 17:45             | 1975年9月から                  |
| 山梨県         | 山梨放送       | 日本テレビ系列                              | 日曜 18:00 - 18:30                    |                                |
| 新潟県         | 新潟総合テレビ | フジテレビ系列 日本テレビ系列 NETテレビ系列 | 水曜 18:00 - 18:30                    | 現・NST新潟総合テレビ。        |
| 長野県         | 長野放送       | フジテレビ系列                              | 日曜 18:00 - 18:30                    |                                |
| 静岡県         | テレビ静岡     | フジテレビ系列                              | 日曜 18:00 - 18:30                    |                                |
| 富山県         | 富山テレビ     | フジテレビ系列                              | 日曜 18:00 - 18:30                    |                                |
| 石川県         | 石川テレビ     | フジテレビ系列                              | 日曜 18:00 - 18:30                    |                                |
| 福井県         | 福井テレビ     | フジテレビ系列                              | 日曜 18:00 - 18:30                    |                                |
| 中京広域圏     | 東海テレビ     | フジテレビ系列                              | 日曜 18:00 - 18:30                    |                                |
| 近畿広域圏     | 関西テレビ     | フジテレビ系列                              | 日曜 18:00 - 18:30                    |                                |
| 鳥取県・島根県 | 山陰中央テレビ | フジテレビ系列                              | 日曜 18:00 - 18:30                    |                                |
| 岡山県         | 岡山放送       | フジテレビ系列 NETテレビ系列                | 土曜 19:00 - 19:30                    | 当時の放送エリアは岡山県のみ。 |
| 広島県         | 広島テレビ     | 日本テレビ系列 フジテレビ系列               | 金曜 18:00 - 18:30                    |                                |
| 山口県         | 山口放送       | 日本テレビ系列                              |                                       |                                |
| 徳島県         | 四国放送       | 日本テレビ系列                              |                                       |                                |
| 愛媛県         | テレビ愛媛     | フジテレビ系列                              | 日曜 18:00 - 18:30                    |                                |
| 高知県         | 高知放送       | 日本テレビ系列                              |                                       |                                |
| 福岡県         | テレビ西日本   | フジテレビ系列                              | 日曜 18:00 - 18:30                    |                                |
| 佐賀県         | サガテレビ     | フジテレビ系列                              | 日曜 18:00 - 18:30                    |                                |
| 長崎県         | テレビ長崎     | フジテレビ系列 日本テレビ系列               | 金曜 18:00 - 18:30                    |                                |
| 熊本県         | テレビ熊本     | フジテレビ系列 日本テレビ系列 NETテレビ系列 | 土曜 18:00 - 18:30→日曜 18:00 - 18:30 |                                |
| 大分県         | テレビ大分     | フジテレビ系列 日本テレビ系列 NETテレビ系列 | 木曜 18:00 - 18:30                    |                                |
| 宮崎県         | テレビ宮崎     | フジテレビ系列                              | 月曜 18:00 - 18:30                    |                                |
| 鹿児島県       | 鹿児島テレビ   | フジテレビ系列 日本テレビ系列 NETテレビ系列 | 土曜 18:00 - 18:30                    |                                |
| 沖縄県         | 沖縄テレビ     | フジテレビ系列                              | 日曜 18:00 - 18:30                    |                                |

| フジテレビ系 日曜 18:00 - 18:30                  | フジテレビ系 日曜 18:00 - 18:30                          | フジテレビ系 日曜 18:00 - 18:30                  |
| 前番組                                           | 番組名                                                   | 次番組                                           |
| ------------------------------------------------ | -------------------------------------------------------- | ------------------------------------------------ |
| いなかっぺ大将 （1970年10月4日 - 1972年9月24日） | 科学忍者隊ガッチャマン （1972年10月1日 - 1974年9月29日） | てんとう虫の歌 （1974年10月6日 - 1976年9月26日） |

## 東宝チャンピオンまつり
「東宝チャンピオンまつり」では、1973年に2度に渡ってテレビブローアップ版が公開されている。
『科学忍者隊ガッチャマン』（8月1日公開）
第22話「火の鳥対火喰い竜」のブローアップ版。上映時間は26分。
同時上映は『怪獣島の決戦 ゴジラの息子』（リバイバル）と『愛の戦士レインボーマン』『ウルトラマンタロウ』『おもちゃ屋ケンちゃん』『山ねずみロッキーチャック』の計5本。
『科学忍者隊ガッチャマン 電子怪獣レンジラー』（12月20日公開）
第37話「電子怪獣レンジラー」のブローアップ版。上映時間は25分。
同時上映は『キングコングの逆襲』（リバイバル）と『侍ジャイアンツ』『ウルトラマンタロウ 燃えろ! ウルトラ6兄弟』『山ねずみロッキーチャック がんばれチャタラー』『エースをねらえ!』の計5本。

## 漫画
小学館の学習雑誌に連載
- 『小学一年生』1972年9月号 - 1973年8月号 源田秀夫、1973年9月号 - 1974年3月号 七戸洋之助
- 『小学二年生』1972年9月号 - 1973年4月号 丹治道雄、1973年5月号 - 7月号 かたおか徹治、1973年8月号 -1974年3月号 村上ゆたか、1974年4月号 - 9月号 渡辺福男
- 『小学三年生』1972年9月号 - 1974年1月号 菅原わたる
- 『小学四年生』1972年9月号 - 1973年3月号 いいだひろ詩、  1973年4月号 - 1974年3月号みやぞえ郁雄
- 『小学五年生』1972年9月号 - 1973年12月号 時里信一
- 『小学六年生』1972年9月号 - 1973年8月号 林信徳

## 終了後の展開と影響

### ドラマ編LP
1977年10月には、テレビアニメのサウンドトラックから編集したドラマ編LPレコード (CS-7042) が発売された。オープニング・テーマの冒頭に5人の名乗りが入るという趣向で、さらにコンドルのジョー役の佐々木功（歌はささきいさお名義）が作詞・作曲・歌唱した新挿入歌が2曲収録された。
主題歌
テレビアニメ版と同じ。
挿入歌「一緒に歩こうこの道を」「さらば友よ」
作詞・作曲・歌 - ささきいさお / 編曲 - 横山菁児
ドラマ編LPのジャケットには「涙ぐみながら絶唱した新曲2曲入り」と書かれていた。
この2曲は後にシングルカットされた（SCS-389、1977年11月発売）。

### 劇場アニメ化
テレビアニメ版の再放送での人気もあり、『宇宙戦艦ヤマト』に始まるアニメブームに乗って、劇場アニメ版が1978年7月15日より公開。映像はテレビ版を再編集したものだったが、映像面では『宇宙の騎士テッカマン』や『タイムボカン』で使用されたスキャニメイトが新撮部分で使用されたり、音響面では「超立体音響フェニックスサウンド 4ch」を謳い、音楽はすぎやまこういちが新たに担当し、NHK交響楽団が演奏を行った（『交響組曲 科学忍者隊ガッチャマン』を参照）。NHK交響楽団が映画のサウンドトラックを演奏したのはこの時が初めてということで話題を呼んだ。なお、興行上の要請から岡本喜八が名目上の総指揮にクレジットされているが、長年の岡本ファンだった鳥海は岡本に会えるという嬉しさからこの条件を了承したという。
声優の台詞については、小林清志によるナレーションと一部人物の台詞のみ新録音。それ以外のほとんどの台詞はテレビ版の音声テープからの流用と思われる。
物語は総裁Xの地球侵入からベルクカッツェ誕生（新撮影）→タートルキング出現から科学忍者隊の初陣（テレビ版1、2話）→ホントワール国潜入からV2計画（テレビ版1年目終盤）→ジョーの不調からブラックホール作戦（2年目終盤）という構成に絞られていて、テレビ版における戦いの数々や重要エピソードは省略された。OPはテレビ版のOPにガッチャマンの変身バンクや変身前の忍者隊の活躍シーンを編集したものになっている。

### 続編アニメ放送
続編『科学忍者隊ガッチャマンII』が1978年10月より、さらにその続編の『科学忍者隊ガッチャマンF（ファイター）』が1979年10月より、合計約2年にわたって放送された。

### 1980年代以降
1989年にプロ野球球団福岡ダイエーホークス発足に伴い採用された三宅一生デザインのヘルメットが「ガッチャマンヘルメット」の愛称で呼ばれた。
1994年には『新造人間キャシャーン』に続いて、タツノコ作品ファンというアニメーター梅津泰臣により、キャラクターデザインを現代風にアレンジして、オリジナルビデオアニメ (OVA) で3話が製作されている。
2000年秋には、アイドルグループのSMAPがガッチャマンに扮するNTT東日本のテレビCMが放映（CM演出は「下妻物語」などの中島哲也）。それと連動してWebサイトでは、さとうけいいち監督、羽山賢二がキャラクターデザインと作画監督を務めた新解釈によるアニメ版が公開された。なお、SMAPでの配役は、中居正広がケン、木村拓哉がジョー、稲垣吾郎がジュン、草彅剛が甚平、香取慎吾がリュウであった。
香港のCGアニメ製作会社Imagi Animation Studiosが日本のオリジナル版を元に全編CGの劇場版アニメ「GATCHAMAN」を製作している。製作予算は4000万ドルで、2009年に全米公開予定。監督と脚本はKevin Munroeが担当する 。しかし、資金難などで制作が遅れに遅れ、2010年5月現在、公開は2011年とされているが、詳細は不明。
株式会社デアゴスティーニ・ジャパンより2008年2月5日から2010年8月31日まで、本作品を含むシリーズ3部作、全205話を毎号3話ずつ収録したDVD付きマガジン「隔週刊 科学忍者隊ガッチャマンDVDコレクション」が全68号で刊行された。
2023年には、同番組を放送していたフジテレビで放送中のドッキリ番組『芸能人が本気で考えた!ドッキリGP』にて、このシリーズをベースに向井康二（Snow Man）扮するこのシリーズのドッキリGP版「記憶忍者隊マッサマン」が誕生した。本家はキャラクターと対決するのがメインで、マッサマンは小学生とゲストを相手に記憶力対決で勝負し、負けると罰ゲームを受けるシリーズとなっている。オープニングテーマ曲は第23話から変更された子門の「ガッチャマンの歌」が使われているが、マッサマンでは、菊池風磨（timelesz）による替え歌カバーで、「マッサマンの歌」として使われている。

## その他
- 「みみずくの竜」「大鷲の健」「燕（つばくろ）の甚平」の3人の名前は、タツノコプロ創業者・吉田三兄弟―吉田竜夫・吉田健二・九里一平（本名・吉田豊治）の名前をアレンジして名付けたといわれている。
- かつて同じタツノコプロが制作した『宇宙エース』23話に登場した悪役の名前は本作品の敵と同じ「ギャラクター」（容姿は『ヤッターマン』のドロンジョにそっくり）が登場するエピソード[注釈 72]がある。
- 小松政夫は、ガッチャマンの名を用いたギャグ[注釈 73]を持っている。
- 1989年にエニックス文庫から発行された『小説科学忍者隊ガッチャマン - コンドルは飛ぶ』の時代設定は、2010年となっている。第94話には「半世紀昔初めて誕生した原子爆弾」という台詞がある。
- 『SFロマン 科学忍者隊ガッチャマン』では、カッツェの誕生した三十数年前の地球は第三次世界大戦の真っ直中であったと設定されている。
- 『かもめ食堂』の劇中で、トンミ・ヒルトネンがサチエ（小林聡美）に歌詞を尋ねるシーンがあり、さらに出だしからの歌詞が出てこないため、本屋の店内のカフェスペースでミドリ（片桐はいり）に尋ねて教えてもらう描写がある。

## OVA版
ガッチャマンの英語表記である『GATCHAMAN』のタイトルで映像化。従来のイメージを残しつつ、メカ、キャラクターデザインを一新している。キャストも総裁X役の田中を除いて一新された。総裁Xの映像にはCGが使われている。
朝日ソノラマのソノラマ文庫から小説版も出版されており、小説版はOVAの初期プロットに基づいて柿沼秀樹が執筆している。挿絵は梅津泰臣。

### 声の出演
- 大鷲の健 - 小野坂昌也
- コンドルのジョー - 石井康嗣
- 白鳥のジュン - 根谷美智子
- 燕（つばくろ）の甚平 - 松本梨香
- みみずくの竜 - 立木文彦
- 南部考三郎博士 - 沢木郁也
- レッド・インパルス - 石塚運昇
- アンダーソン長官 - 北川米彦
- ベルク・カッツェ - 塩沢兼人
- 女カッツェ - 折笠愛
- 総裁X - 田中信夫
- ギャラクター隊員 - 宮崎一成、安井邦彦、中田和宏、増谷康紀、遠近孝一、千葉一伸、
- ジョーの母 - 寺瀬今日子
- ベオルーク大統領 - 笹岡繁蔵
- ジョーの父、ロスマンドス伯爵 - 掛川裕彦
- 国連軍オペレーター - 長嶝高士
- ミューレン議長 - 中嶋聡彦
- 博士B - 麻生智久
- 潜水艦艦長 - 江川央生
- アラン - 辻谷耕史
- デビルスネーク隊長 - 大友龍三郎
- 事務総長 - 西村知道
- カークランド博士 - 佐藤正治
- 潜水艦オペレーター、オペレーター - 千葉一伸
- 女ジュピター - 岩男潤子
- ドナルドソン - 青野武
- クリントス将軍 - 郷里大輔
- 軍人 - 柴田秀勝
- ケスラー博士 - 子安武人

### スタッフ
- 原作 - 吉田竜夫・タツノコプロ
- 企画 - 成嶋弘毅、鈴木敏充
- エグゼクティブプロデューサー - 吉田稔、九里一平
- 監督・絵コンテ - 福島宏之
- 演出 - 元永慶太郎（第1話）、西山明樹彦（第2話・第3話）
- 構成・脚本 - ARTMIC
- スーパーバイザー - 斎藤博志
- メカニックデザイン - 山根公利
- キャラクターデザイン・作画監督 - 梅津泰臣
- 美術監督 - 河野次郎
- 撮影監督 - 高橋明彦（第1話）、中條豊光（第2話・第3話）
- 音響監督 - 三間雅文
- 音楽 - モーリス・ホワイト、ビル・メイヤーズ[注釈 75]
- プロデューサー - 吉田陸、大倉宏俊
- 制作協力 - アートミック、アートランド
- 原作・制作 - タツノコプロ
- 著作・製作 - 日本コロムビア

### 主題歌（OVA）
「ガッチャマン'94」
作詞 - 竜の子プロ文芸部 / 作曲 - 小林亜星 / 編曲 - つのごうじ / 歌 - 水木一郎
テレビアニメ第1作のテーマ曲「ガッチャマンの歌」を、メロディや歌詞は原曲に忠実なままで、曲の調子をハードロック風にアレンジしたもの。
「Let's Fly」
作詞 - Brock Walsh / 作曲 - モーリス・ホワイト、ビル・メイヤーズ / 歌 - lance matthew（発売：日本コロムビア)

### 作品リスト
| 話    | サブタイトル                 |
| ----- | ---------------------------- |
| 第1話 | ガッチャマンVSタートルキング |
| 第2話 | 謎のレッドインパルス         |
| 第3話 | ファイナルカウント0002       |

## 短編アニメ
2011年4月18日から2013年3月29日までと、2013年8月19日から8月23日まで、日本テレビ系列で放送されている『ZIP!』のコーナーである「あさアニメ」において、『おはよう忍者隊ガッチャマン』が放送された。

## 実写映画版
2007年4月10日にインデックス・ホールディングスと日活から『ヤッターマン』と共に実写映画化が発表され、2009年3月7日に、まずは『ヤッターマン (映画)』が公開された。2012年10月12日には本作品が、「日活100周年×タツノコプロ50周年記念作品」として、2013年8月に公開されることが明らかになり、2013年8月24日に公開された。

## ラジオドラマ版
文化放送の制作により、1978年4月9日から9月3日にかけて毎週日曜日の17時30分から18時00分の時間帯にラジオドラマとして放送された。
キャストと主題歌はテレビ版と同一。ドラマの内容はテレビ版のエピソードを数本ピックアップし、ラジオドラマ台本として再構成・再録音したもの。同時刻に放送されていた笑点のパロディ回や、科学忍者隊VSギャラクターの野球大会。ベルク・カッツェ（寺島幹夫）が主題歌の替え歌を歌う回などもあった。
ネット局
- 文化放送 - 17時30分 - 18時00分
- ラジオ大阪 - 17時30分 - 18時00分

## ゲーム
- 科学忍者隊ガッチャマン（1994年 PC98用 ファミリーソフト）
- 科学忍者隊ガッチャマン（2005年 iアプリ・Vアプリ用 G-mode）[54][55]
- 科学忍者隊ガッチャマン（2011年9月30日より開始、Mobage用 電通・ウェブネーム。2012年7月4日配信停止）[56][57]
- 科学忍者隊ガッチャマン ギャラクターの野望（2012年9月18日より開始。Mobage用 ネクソン。2013年1月29日配信停止）[58]

## パチンコ・パチスロ
パチンコ
- CRガッチャマン（2002年・2006年、サミー）
- ぱちんこCR科学忍者隊ガッチャマン 〜運命の絆〜（2010年、サミー）
- P真速のガッチャマン（2023年、フィールズ）

パチスロ
- 科学忍者隊ガッチャマン（2007年、タイヨー）
- 科学忍者隊ガッチャマンGR（2010年、岡崎産業）

## 日本国外での放映

### アメリカ
アメリカでは、サンデー・フランクがタツノコプロから権利を取得し、1978年10月から『Battle of the Planets』というタイトルでシンジケーション販売で各地のテレビ局で放送された。ガッチャマンは宇宙の諸惑星で戦うG Forceという設定になり、暴力描写などのアメリカでは問題がある映像が一部削除されてセブン・ザーク・セブン（アメリカ版オリジナルのロボット）が登場して説明するシーンが追加された。これらの改変は『スター・ウォーズ』の影響があるとされる。その他、独自の要素を盛り込むなどの改変・編集が加えられ、全85話のシリーズとなっている。制作費は500万ドルで当時の子供向け番組としては高額となっている。『Battle of the Planets』はアジアを除いた地域にも輸出されており、サンデー・フランクは多額の利益を得たとされる。1986年になって新たにケーブルテレビチャンネルのターナー・ブロードキャスティング・システムから『G-Force Guardians of Space』のタイトルでも全85話が放映されている。こちらは『Battle of the Planets』よりも原版に忠実であるという。
2005年にADVフィルムから原版に極めて忠実な英語吹き替え版DVDが制作され、1年余りをかけて全105話がリリースされた。こちらは日本語音声も収録された改変なしの完全版で、人物名もオリジナルに忠実だが、鉄獣メカの名前は動物名などの部分が英訳されたものになっている（ナマズラー→キャトフィシュラーなど）。

### 台湾
台湾では「科學小飛俠」ke-xue-xiao-fei-xia（ケー・シュエ・シャオ・フェイ・シャア）というタイトルで1977年から始めに数回放送。子供たちの人気モノに、巷ではシールや玩具が爆発的に売れたという。小飛侠とは、ピーター・パンの中国語タイトルでも描かれているような、空を飛びながら戦闘をするイメージで付けられたと考えられる。
主題歌については、日本版原曲をそのままで中国語（北京語）に作詞変更され、児童合唱団が歌っていた。

### 韓国
『독수리 오형제 (Doksuri Ou-Hyungjae) = イーグル5兄弟 (Eagle-5)』というタイトルで放送された。
- 1980年 - TBC 東洋放送（現在のJTBC）（1部だけ放映?）主題歌は日本の原曲のようなメロディーに少し翻案された歌詞
- 1990年 - KBS（1部だけ放映）
- 1996年 - SBS（2、3部放映）
- 2003年 - MTV（音楽専門ケーブルチャンネル）（1部だけ放映）主題歌を当時人気グループだったチェリーフィルターがロック音楽に編曲した曲を使用

過去に『鉄人007』といった盗作アニメが放映された。
2006年にファーストパーソン・シューティングゲーム (FPS) の体裁をとったオンラインゲームのガッチャマンが開発されていることが明らかとなっている。

## 他作品への客演

### 映像作品
『オレたちひょうきん族』
1983年4月9日放送分のOPのゲストナレーションで主演の5名が声の出演をする。元からひょうきんな竜・甚平、ひょうきんになろうとする健・ジュンに、クールなジョーは1人苦悩する内容だった。
『タイムボカン王道復古 / ヤッターマン タツノッコン王国で同窓会だコロン』
1994年に製作されたOVAでは、科学忍者隊の5人と南部博士がタツノッコン王国の住民として登場している（ただし、台詞があるのは大鷲の健と白鳥のジュンのみである。オリジナルと同じ森功至（テッカマンと二役）と杉山佳寿子が演じている）。正義の味方であるはずが、6人揃ってボヤッキーの経営するそば屋でコロッケそばを堂々と食い逃げする。ドロンボーメカ「ロリコンダー」（のち「セーラームンムン」に変身）がタツノッコン王国に現れたときはこれをギャラクターと勘違いしている。ジョー・甚平・竜の3人は台詞が無いことに嫌気が差し、途中で戦線離脱。残った健とジュンはセーラームンムンの猿芝居が原因で痴話喧嘩を始め、ドロンボー一味にあっさり敗れてしまう。作品中ではギャグキャラ扱いだった。
『世紀末伝説ワンダフルタツノコランド 円盤星人UBO（ユーボー）』
1999年12月31日放映。TBSの年末長時間特別番組「超える!テレビ」の中の1コーナー。タツノコキャラが総登場する年末特番。特にハクション大魔王やドロンボー一味がメインキャラとなっていて、ガッチャマンたちはボケキャラ担当。主演のUBOとはニッコーのラジコン玩具「未確認歩行物体 円盤星人UBO」が元。
『ヤッターマン限定版 今夜限りのドロンボーVSみのもんた! アナタも一緒に脳力対決! ガッチャマンもマッハ号も登場スペシャル! だコロン!』
2008年5月5日放映。ヤッターマン（2作目）限定版第1弾でみのもんたの知人という設定の元、助っ人として登場。唯一、健のみ台詞も用意されており、オリジナル版と同じ森功至が担当。同じくゲスト出演したマッハGoGoGoの三船剛との二役。森はこちらでもオリジナル版で声を担当していた。劇中の、みのもんたの番組には南部博士も出演していた。
『たちゅまる劇場』
不思議アニマル・たちゅまるとして、ペンギンの姿をしたガッチャペンというキャラクターが登場。
『グッド・モーニング!!!ドロンジョ』
正確には派生作品である『おはよう忍者隊ガッチャマン』の客演。ガッチャマンがドロンボー一味をギャラクターの仲間と誤解したのをきっかけに敵対することになり、元々悪役としてライバル意識を持っていたドロンジョとベルク・カッツェを同盟させてしまう。
『Infini-T Force』
『劇場版Infini-T Force/ガッチャマン さらば友よ』
2017年放送CGアニメ。2018年劇場版公開。

### 漫画
『Infini-T Force（インフィニティフォース） 未来の描線』
『月刊ヒーローズ』2015年12月号より連載（2017年10月よりアニメ放映）。原作・企画タツノコプロ、脚本・小太刀右京、漫画・江尻立真。タツノコヒーローのスピンオフ作品。G-1号＝鷲尾健（わしおけん）が登場する。

### ゲーム
『タツノコファイト』
2000年10月5日、PlayStation用。
大鷲の健、白鳥のジュン、ベルク・カッツェの3人がプレイヤーキャラとして参戦。声優はオリジナルキャストが起用されているが、ベルク・カッツェは寺島幹夫が引退していたため、北沢洋が代役として起用されている。
SIMPLEキャラクター2000シリーズ『科学忍者隊ガッチャマン THE シューティング』
2002年6月27日、PlayStation用。
各ステージのプレイヤーキャラとしてガッチャマンの4人（みみずくの竜を除く）が登場するシューティングゲーム。開発は童。
『タツノコ VS. CAPCOM CROSS GENERATION OF HEROES』
2008年12月、アーケードおよびWii用。
大鷲の健、白鳥のジュンの2人がプレイヤーキャラとして参戦。本作品をモチーフにしたステージ「ギャラクター基地」ではベルク・カッツェ、ギャラクター兵、総裁Xも登場している。
『TATSUNOKO VS. CAPCOM ULTIMATE ALL-STARS』
2010年1月28日、Wii用。
上記ソフトのマイナーチェンジ版。上記2人に加え、コンドルのジョーもプレイヤーキャラとして参戦。
『ボコスカガールズ タツノコ学園クライマックス』
V3より2015年発売。PlayStation Vita用ソフト。美少女がタツノコヒーローに変身して戦う脱衣バトル。
『AZITO×タツノコレジェンズ』
ハムスターより2015年発売。Xbox One用ソフト。
『タツノコオールスターズ ULTIMATE CARD BATTLE』
2011年8月10日より開始。Mobage用。カードバトルゲーム。2012年10月31日に終了。
『タツノコヒーローズ』
2013年2月19日配信。Yahoo! Mobage用。カードバトルゲーム。現在は終了。
『タツノコウォーズ』
2013年5月1日より開始。iPhoneアプリ。ランナーアクションゲーム。現在は終了。
『タツノコパズルヒーローズ ドロンジョ様におしおきだべぇ』
2017年10月19日より開始。iOS・Androidアプリ。パズルゲーム。2018年10月18日に終了。